# Aeroporto Internacional Robert Gabriel Mugabe
O Aeroporto Internacional Robert Gabriel Mugabe (ou Aeroporto Internacional de Harare; em inglês: Harare International Airport) (IATA: HRE, ICAO: FVHA) é um aeroporto internacional localizado na cidade de Harare, capital do Zimbabwe, sendo o maior aeroporto do país, foi inaugurado em 5 de fevereiro de 1957 e serve como base para a companhia aérea Air Zimbabwe.